# Substance (álbum de Joy Division)
Substance 1977-1980 es un álbum recopilatorio de la banda británica de post-punk Joy Division, publicado por Factory Records en 1988. Fue acompañado también de un recopilatorio de New Order titulado Substance. Alcanzó el puesto número 7 en las listas de ventas del Reino Unido y el puesto 146 en el Billboard 200. También alcanzó el puesto 15 en Nueva Zelanda y el 53 en Australia en agosto de 1988.

## Contenido
Substance compila los cuatro sencillos lanzados por la banda que no aparecían en ningún álbum. Estos son: "Transmission", "Komakino", "Love Will Tear Us Apart" y "Atmosphere", todos con sus respectivos lados B. También recoge las canciones publicadas en los EP, el primer lanzamiento (An Ideal for Living) y dos temas publicados por Factory Records, en A Factory Sample y Earcom 2: Contradiction. El sencillo "Atmosphere" originalmente fue lanzado en Francia con el título "Licht und Blindheit" con "Dead Souls" como lado B. Después de la muerte de Ian Curtis, fue reeditado un sencillo póstumo de "She's Lost Control", el cual es una versión alternativa a la que anteriormente había sido publicada en el álbum de estudio Unknown Pleasures. El disco de vinilo omite el sencillo "Komakino".

## Portada
La portada cuenta con el New Alphabet (typeface) de Wim Crouwel. Aparece un error en los caracteres utilizados, las letras en realidad escriben "Subst1mce" en lugar de "Substance". La portada de 1991 cuenta con una portada alternativa.

## Lista de canciones
- Todas las canciones compuestas por Joy Division.

LP (Factory FACT 250)
1. "Warsaw" – 2:25 Relanzado en An Ideal for Living
2. "Leaders of Men" – 2:35 Relanzado en An Ideal for Living
3. "Digital" – 2:50 Relanzado en A Factory Sample
4. "Autosuggestion" – 6:08  Relanzado en Earcom 2: Contradiction
5. "Transmission" – 3:36 Sencillo FAC 13
6. "She's Lost Control" – 4:45 B-side del sencillo FACUS 2 "Atmosphere"
7. "Incubation" – 2:52 Lado B instrumental del sencillo FAC 28 "Komakino"
8. "Dead Souls" – 4:56 Lado B del sencillo "Atmosphere" in France
9. "Atmosphere" – 4:10 Sencillo FACUS 2
10. "Love Will Tear Us Apart" – 3:25 sencillo FAC 23

CD (Factory FACD 250) y casete (Factory FACT 250C)
Mismas pistas que LP además de los siguientes bonus tracks.
1. "No Love Lost" – 3:43 Lanzado en An Ideal for Living
2. "Failures" – 3:44 Lanzado en An Ideal for Living
3. "Glass" – 3:53  Lanzado en A Factory Sample
4. "From Safety to Where" – 2:27 Lanzado en Earcom 2: Contradiction
5. "Novelty" – 4:00 Lado B del sencillo FAC 13 "Transmission"
6. "Komakino" – 3:52 Sencillo FAC 28
7. "These Days" – 3:24 Lado B del sencillo FAC 23 "Love Will Tear Us Apart"

## Créditos
- Ian Curtis — voz
- Bernard Sumner — guitarra, sintetizador
- Peter Hook — bajo
- Stephen Morris — batería